# Метоклопрамид
Метоклопрамид — лекарственное средство, обладающее противорвотным эффектом. Эффективен также при лечении мигрени. По химической структуре близок к сульпириду и диметпрамиду.

## Применение в медицине

### Тошнота
Метоклопрамид обычно используется для лечения тошноты и рвоты, связанных с такими состояниями, как уремия, лучевая болезнь, рак и эффекты химиотерапии, родов, инфекций и рвотных лекарств.
Он также используется во время беременности в качестве препарата первого выбора для лечения неукротимой рвоты беременных.
Помимо этого, метоклопрамид используется в профилактических целях некоторыми службами оказания скорой медицинской помощи при перевозке людей, находящихся в сознании с иммобилизованным позвоночником.

### Мигрень
При мигрени метоклопрамид можно применять в сочетании с парацетамолом (ацетаминофеном) или в комбинации с аспирином.

### Гастропарез
Имеются доказательства об эффективности использования метоклопрамида при гастропарезе — состоянии, при котором нарушен процесс опорожнения желудка, и с 2010 года он является единственным препаратом, одобренным FDA для этого состояния. Для лечения гастропареза при диабете метоклопрамид одобрен в форме назального спрея.
Метоклопрамид также используется при гастроэзофагеальной рефлюксной болезни.

### Лактация
Хотя метоклопрамид используется для увеличения выработки грудного молока, доказательств его эффективности для этого недостаточно. Его безопасность для такого применения также неясна.

### Аспирация
В то время как метоклопрамид уменьшает объём желудка и кислотность, нет достаточных доказательств того, что он снижает частоту лёгочной аспирации.

## Противопоказания
Гиперчувствительность, желудочно-кишечные кровотечения, стеноз привратника желудка, механическая кишечная непроходимость, перфорация стенки желудка или кишечника, феохромоцитома, экстрапирамидные нарушения, эпилепсия, диспепсия, пролактинзависимые опухоли, беременность, лактация.

### C осторожностью
Бронхиальная астма, артериальная гипертензия, болезнь Паркинсона, печеночная и/или почечная недостаточность, пожилой возраст, ранний детский возраст (повышенный риск возникновения дискинетического синдрома).
С особой внимательностью следует применять метоклопрамид, особенно при внутривенном введении, пациентам пожилого возраста, пациентам с нарушением сердечной проводимости (включая удлинение интервала QT), пациентам с нарушением баланса электролитов, брадикардией, а также пациентам, принимающим препараты, которые удлиняют интервал QT.

### Передозировка
При передозировке отмечаются повышенная сонливость, дезориентация, а также возможно развитие экстрапирамидных расстройств. Если симптоматика передозировки достаточно выраженная, то проводится лечение центральными холиноблокаторами и противопаркинсоническими лекарственными средствами.

## Побочные эффекты
Запор или диарея, сухость во рту, чувство усталости, сонливость, головная боль, головокружение, акатизия, депрессия. При длительном приеме препарата в высоких дозах, чаще у пациентов пожилого возраста, возможны явления паркинсонизма, дискинезии, галакторея, гинекомастия, нарушения менструального цикла. При длительном применении препарат выводит из организма калий, что может вызывать раздражительность и бессонницу.
Приём метоклопрамида может привести к сравнительно редкому, но потенциально опасному для жизни расстройству — злокачественному нейролептическому синдрому.
Также препарат оказывает влияние на интервал QT.
Сообщалось о тяжелых побочных реакциях со стороны сердечно-сосудистой системы, включая случаи острой сосудистой недостаточности, тяжелой брадикардии, остановки сердца и удлинение интервала QT, которые наблюдались после приема метоклопрамида в форме инъекций, особенно после введения.
Симптомы передозировки — гиперсомния, дезориентация и экстрапирамидные расстройства. Симптоматика исчезает после прекращения приема препарата в течение 24 ч.

## Фармакологическое действие
Противорвотное средство, является специфическим блокатором дофаминовых (D2) и серотониновых рецепторов. Оказывает противорвотное действие, устраняет тошноту и икоту. Снижает двигательную активность пищевода, повышает тонус нижнего сфинктера пищевода, ускоряет опорожнение желудка, а также ускоряет продвижение пищи по тонкой кишке, не вызывая диарею. Стимулирует секрецию пролактина. Секреция желудка не меняется. Имеются указания, что препарат способствует заживлению язв желудка и двенадцатиперстной кишки.

## Фармакокинетика
Быстро всасывается из ЖКТ. Биодоступность — 60—80 %. TCmax — 1—2 ч. T½ составляет от 3 до 5 ч, при нарушении функции почек — до 14 ч. Выведение препарата происходит в основном почками в течение 24 ч в неизмененном виде и в виде конъюгатов. Проходит через плацентарный барьер и ГЭБ, проникает в материнское молоко.

## Показания
Рвота, тошнота, икота различного генеза, в некоторых случаях может быть эффективен при рвоте, вызванной лучевой терапией или приёмом цитостатиков, атония и гипотония желудка и кишечника (в частности, послеоперационная); дискинезия желчевыводящих путей; рефлюкс-эзофагит, метеоризм, обострение язвенной болезни желудка и 12-перстной кишки (в составе комплексной терапии), при проведении рентгеноконтрастных исследований ЖКТ (для усиления перистальтики). На рвоту вестибулярного генеза он не действует. Имеются данные об эффективности метиклопрамида при лечении диспепсии (многократной рвоты, тошноты) у тяжёлых кардиологических больных (инфаркт миокарда, сердечная недостаточность) и при рвоте беременных.
Препарат нашел также применение как средство, облегчающее и улучшающее рентгенодиагностику заболеваний желудка и тонкой кишки.
Метоклопрамид высокоэффективен при лечении мигрени, самостоятельно и в комбинации с анальгетиками (например, «Migravess», — комбинация с ацетилсалициловой кислотой). Он не только уменьшает тошноту, но и напрямую влияет на болевой синдром при мигрени.
Проводились исследования по применении препарата при синдроме Туретта (генерализованные тики и вокализация у детей); несмотря на их положительные результаты, авторы отмечают, что для применения в педиатрической практике необходимы более масштабные испытания.

## Особые указания
В период лечения не рекомендуется употреблять алкоголь. Также необходимо соблюдать осторожность при вождении автотранспорта и занятии другими потенциально опасными видами деятельности, требующими повышенной концентрации внимания и быстроты психомоторных реакций.

## Взаимодействие
Действие метоклопрамида могут ослабить антихолинэстеразные лекарственные средства. Усиливает всасывание тетрациклина, ампициллина, парацетамола, ацетилсалициловой кислоты, леводопы, этанола; уменьшает всасывание дигоксина и циметидина. Не назначают одновременно с антипсихотическими лекарственными средствами (нейролептиками), так как повышается риск возникновения экстрапирамидных реакций.

## История
Метоклопрамид был впервые описан Луи Джастином-Безансоном и Чарльзом Лавиллом в 1964 году во время работы над улучшением антиаритмических свойств прокаинамида. Результатом этого исследовательского проекта также стало создание сульпирида. Первые клинические испытания были опубликованы Tourneu et al. в 1964 году и Буассоном и Альбо в 1966 году. Джастин Безансон и Лавиль работали в Laboratoires Delagrange, и эта компания представила препарат как Primperan в 1964 году. Laboratoires Delagrange была приобретена Synthelabo в 1991 году, которая в итоге стала частью Sanofi.
В 1979 году А. Х. Робинс ввёл препарат в США под торговой маркой Reglan в 1979 году как инъекционный препарат, а в 1980 году была одобрена форма для перорального применения.
Изначально метоклопрамид и сульпирид использовались для контроля тошноты у людей с сильными головными болями или мигренью, затем — с целью купирования тошноты, вызванной радио- и химиотерапией, а позже — для лечения тошноты, вызванной анестезией.
Метоклопрамид стал широко использоваться в 1980-х годах, став самым распространённым препаратом для лечения тошноты, вызванной анестезией, и для лечения гастрита в отделениях неотложной помощи.
Первые дженерики были введены в 1985 году.
В начале 1980-х годов в исследовании фармаконадзора Швеции были выявлены признаки развития поздней дискинезии у части пациентов, принимавших препарат. FDA потребовало, чтобы предупреждение о возможном риске развитии поздней дискинезии вследствие лечения было добавлено на этикетку препарата в 1985 году и предостерегало от его применения более 12 недель, которое и рассматривалось в исследовании. В 2009 году FDA потребовало добавить на этикетку препарата black box warning — предупреждение о возможных побочных эффектах препарата, представляющих серьёзную угрозу для здоровья и жизни пациента.
Появление этого серьёзного побочного эффекта привело к волне судебных исков об ответственности за продукт против производителей дженериков, а также против Wyeth. Судебный процесс был сложным, поскольку отсутствовала ясность в юрисдикции между законами штата, где определяется ответственность производителя за продукт, и федеральным законом, определяющим способ маркировки лекарств, а также между производителями дженериков, которые не имели контроля над маркировкой лекарства, в отличие от компании — производителя оригинального препарата. Судебный процесс привел как минимум к двум важным делам. В деле Конте против Уайета в судах штата Калифорния, все претензии истца к компаниям — производителям дженериков Pliva, Teva и Purepac, которые продавали препараты, фактически рассмотренные истцом, и к компании Wyeth, продукт которой не был им рассмотрен, были отклонены судом первой инстанции, однако затем были обжалованы, и в 2008 году апелляционный суд поддержал прекращение дел против производителей дженериков, однако дело против Wyeth было продолжено. Это установило «ответственность новаторов» или «ответственность пионеров» для фармацевтических компаний. В большинстве случаев прецедент не был соблюдён ни в Калифорнии, ни в других штатах. Судебные разбирательства по тем же вопросам, связанным с метоклопрамидом, также были поданы в Верховный суд США по делу PLIVA, Inc. против Mensing, в котором в 2011 году суд постановил, что компании, производящие дженерики, не могут нести ответственность за информацию или отсутствие информации, на этикетке компании-производителя оригинального препарата. По состоянию на август 2015 года в США рассматривалось около 5000 исков[каких?], и попытки объединить их в групповой иск не увенчались успехом.
Вскоре после решения по Pliva FDA предложило изменение в правиле, которое позволило бы производителям дженериков обновить этикетку, если оригинальный препарат был изъят с рынка по причинам, не связанным с безопасностью. По состоянию на май 2016 года правило, которое оказалось спорным, поскольку сделало бы производящие дженерики компании уязвимыми перед исками об ответственности за продукцию, еще не было окончательно доработано, и FDA заявило, что окончательное правило будет выпущено в апреле 2017 года. FDA выпустило проект руководства для компаний — производителей дженериков по обновлению этикеток в июле 2016 года.

## Применение в ветеринарии
Метоклопрамид широко используется для предотвращения рвоты у кошек и собак. Он также используется в качестве стимулятора перистальтики кишечника у кроликов.